# Opel GT2
La Opel GT2 è una concept car prodotta dalla casa automobilistica tedesca Opel, presentata al Salone dell'automobile di Francoforte nel 1975.

## Il contesto
Il prototipo "GT2" venne presentato nel settembre 1975, a soli 6 mesi di distanza dal precedente prototipo "GT/W Geneve", realizzato negli USA, che aveva sollevato varie critiche per la sua somiglianza al modello "Corvette C3" e, soprattutto, per le dimensioni del corpo vettura e del motore che non tenevano conto dei nuovi indirizzi produttivi europei, dettati dalla crisi petrolifera.

## La vettura
Realizzata sul pianale e meccanica della "Manta B", l'elemento distintivo della "GT2" è certamente l'aspetto cuneiforme a linee tese che determina un coefficiente di resistenza aerodinamica pari a 0,326, notevolmente contenuto per l'epoca e per il tipo di vettura coupé a 4 posti.
Con la Concept Car GT2 la Opel intese presentare al pubblico un'autovettura che focalizzava l'attenzione su aspetti quali il basso contenuto consumo di carburante, l'aerodinamica e la sicurezza attiva e passiva.
All'uopo venne dotata di porte scorrevoli e di un abitacolo con elementi intercambiabili che comprendeva un display digitale con incorporato un computer di bordo. Il grande portellone posteriore fornisce un facile accesso al vano bagagli, assai capiente per una sportiva.

## Caratteristiche tecniche
La GT2 era equipaggiata con un propulsore di 1.9 Litri di cilindrata alimentato a benzina che erogava 105 PS e poteva raggiungere i 200 km/h. 
Il cambio era a 5 rapporti. Montava pneumatici Pirelli di misura 225/50 VR 15 su cerchi 6-1/2 Jx15. Dichiarava un consumo di 7/7,5 Litri di carburante ogni 100 km.